# Ernest J. Gaines
Pour les articles homonymes, voir Gaines.
Œuvres principales
- Dites-leur que je suis un homme

Ernest James Gaines, né le 15 janvier 1933 à Paroisse de la Pointe Coupée (Louisiane) et mort le 5 novembre 2019 dans la même ville, est un écrivain afro-américain. 
Son roman Dites-leur que je suis un homme (A Lesson Before Dying), publié en 1993, remporte le National Book Critics Circle Award et est nommé au Prix Pulitzer.

## Biographie
Ernest J. Gaines, né en 1933 à Oscar, Louisiana (en). Dès neuf ans il gagne 50 cents par jour en ramassant des pommes de terre. À quinze ans, avec sa famille, il rejoint la Californie où il s’attelle plus sérieusement à ses études et commence à lire avec passion, tout en regrettant que « son monde » ne figure pas dans les livres. Il décide donc d'écrire pour le mettre en scène et publie ses premières nouvelles dans un magazine en 1956, suivies de plusieurs romans. Il s'affirme comme un des seuls écrivains américains à peindre un Sud en évolution, où les Noirs de la nouvelle génération s'opposent aux anciens dans une quête de dignité.  La mutation est porteuse de conflits et de drames, car les règles du jeu ne sont plus codifiées. 
Ernest J. Gaines est aujourd'hui considéré aux États-Unis comme un des auteurs majeurs du « roman du Sud ».
En 1996, il assure pendant un semestre entier des enseignements d'écriture créative à l'université Rennes 2 Haute Bretagne en France. 
En 2004, il est nommé pour le Prix Nobel de littérature, mais c'est Elfriede Jelinek qui le remporte.
Ernest J. Gaines est chevalier de l'ordre des Arts et des Lettres.

## Œuvre

### Romans, récits
- 1964 : Catherine Carmier Publié en français sous le titre Catherine Carmier, traduit par Michelle Herpe-Voslinsky, Paris, Éditions Liana Levi, 1999  (ISBN 2-86746-207-X)
- 1967 : Of Love and Dust Publié en français sous le titre D'amour et de poussière, traduit par Michelle Herpe-Voslinsky, Paris, Éditions Liana Levi, 1991  (ISBN 2-86746-067-0) ; réédition, Paris, 10/18, coll. « Domaine étranger » no 2602, 1995  (ISBN 2-264-01971-9) ; réédition, Paris, Éditions Liana Levi, coll. « Piccolo » no 70, 2010  (ISBN 978-2-86746-546-8)
- 1968 : Bloodline Publié en français sous le titre Par la petite porte, traduit par Michelle Herpe-Voslinsky, Paris, Éditions Liana Levi, 1996  (ISBN 2-86746-143-X) ; réédition, Paris, Éditions Liana Levi, coll. « Piccolo » no 71, 2010  (ISBN 978-2-86746-547-5)
- 1971 : The Autobiography of Miss Jane Pittman Publié en français sous le titre Autobiographie de Miss Jane Pittman, traduit par Michelle Herpe-Voslinsky, Paris, Éditions Liana Levi, 1989  (ISBN 2-86746-051-4) ; réédition, Paris, 10/18, coll. « Domaine étranger » no 2773, 1996  (ISBN 2-264-02313-9) ; réédition, Paris, Éditions Liana Levi, coll. « Piccolo » no 67, 2010  (ISBN 978-2-86746-535-2)
- 1978 : In My Father's House Publié en français sous le titre Le Nom du fils, traduit par Michelle Herpe-Voslinsky et Jean-François Gauvry, Paris, Éditions Liana Levi, 2013  (ISBN 978-2-86746-678-6) ; réédition, Paris, Éditions Liana Levi, coll. « Piccolo » no 122, 2015  (ISBN 978-2-86746-793-6)
- 1983 : A Gathering of Old Men Publié en français sous le titre Colère en Louisiane, traduit par Michelle Herpe-Voslinsky, Paris, Éditions Liana Levi, 1989  (ISBN 2-86746-046-8) ; réédition, Paris, 10/18, coll. « Domaine étranger » no 2495, 1994  (ISBN 2-264-01970-0) ; réédition, Paris, Éditions Liana Levi, coll. « Piccolo » no 30, 2004  (ISBN 2-86746-381-5)
- 1993 : A Lesson Before Dying – National Book Critics Circle Award (1993) ; Oprah's Book Club (1997) Publié en français sous le titre Dites-leur que je suis un homme, traduit par Michelle Herpe-Voslinsky, Paris, Éditions Liana Levi, 1994  (ISBN 2-86746-109-X) ; réédition, Paris, Éditions Liana Levi, coll. « Piccolo » no 22, 2003  (ISBN 2-86746-344-0)
- 2002 : Three Men Publié en français sous le titre Quatre heures du matin, traduit par Michelle Herpe-Voslinsky, Paris, Éditions Liana Levi, coll. « Piccolo » no 5, 2002  (ISBN 2-86746-297-5)
- The Tragedy of Brady Sims (2017), aussi publié sous le titre The Man Who Whipped Children Publié en français sous le titre L'Homme qui fouettait les enfants, traduit par Michelle Herpe-Voslinsky, Paris, Éditions Liana Levi, 2016  (ISBN 978-2-86746-845-2)

### Recueil de nouvelles et essais
- 2005 : Mozart and Leadbelly: Stories and Essays Publié en français sous le titre Mozart est un joueur de blues, traduit par Michelle Herpe-Voslinsky, Paris, Éditions Liana Levi, 2006  (ISBN 2-86746-405-6)

### Nouvelles
- 1956 : The Turtles
- 1957 : Boy in the Double-Breasted Suit
- 1960 : Mary Louis
- 1963 : The Sky Is Gray Publié en français sous le titre Le ciel est gris, précédé de Une longue journée de novembre, traduit par Michelle Herpe-Voslinsky, Paris, Éditions Liana Levi, 1993  (ISBN 2-86746-091-3) ; réédition, Paris, 10/18, coll. « Domaine étranger » no 2649, 1995  (ISBN 2-264-02312-0)
- 1963 : Just Like a Tree
- 1964 : A Long Day in November
- 1966 : My Grandpa and the Haint
- 1971 : A Long Day in November Publié en français sous le titre Une longue journée de novembre, suivi de Le ciel est gris, traduit par Michelle Herpe-Voslinsky, Paris, Éditions Liana Levi, 1993  (ISBN 2-86746-091-3) ; réédition, Paris, 10/18, coll. « Domaine étranger » no 2649, 1995  (ISBN 2-264-02312-0) ; réédition sous le titre Ti-Bonhomme, Paris, Éditions Liana Levi, coll. « Piccolo » no 9, 2002  (ISBN 2-86746-301-7)

### Adaptations

#### Au cinéma
- 1987 : Colère en Louisiane (A Gathering of Old Men), film américano-germanique réalisé par Volker Schlöndorff, avec Louis Gossett Jr., Richard Widmark et Holly Hunter

#### À la télévision
- 1974 : The Autobiography of Miss Jane Pittman, téléfilm américain réalisé par John Korty, avec Cicely Tyson dans le rôle-titre
- 1980 : The Sky Is Gray, téléfilm américain réalisé par Stan Lathan, avec Olivia Cole
- 1999 : A Lesson Before Dying, téléfilm américain réalisé par Joseph Sargent, avec Don Cheadle, Cicely Tyson et Mekhi Phifer